# Vila (Andorra)
Vila is een dorp in Midden-Andorra met ongeveer 1000 inwoners. Het dorp is gelegen in de parochie Encamp en ligt op een hoogte van 1417 meter. De hoofdstad van Andorra, Andorra la Vella, ligt ongeveer 8 kilometer naar het westen. Encamp, de hoofdstad van de parochie ligt op 2 kilometer van Vila.
Vila ligt aan de CG-2, een weg tussen de hoofdstad en de Franse grens bij El Pas de la Casa en aan de Valira-rivier.

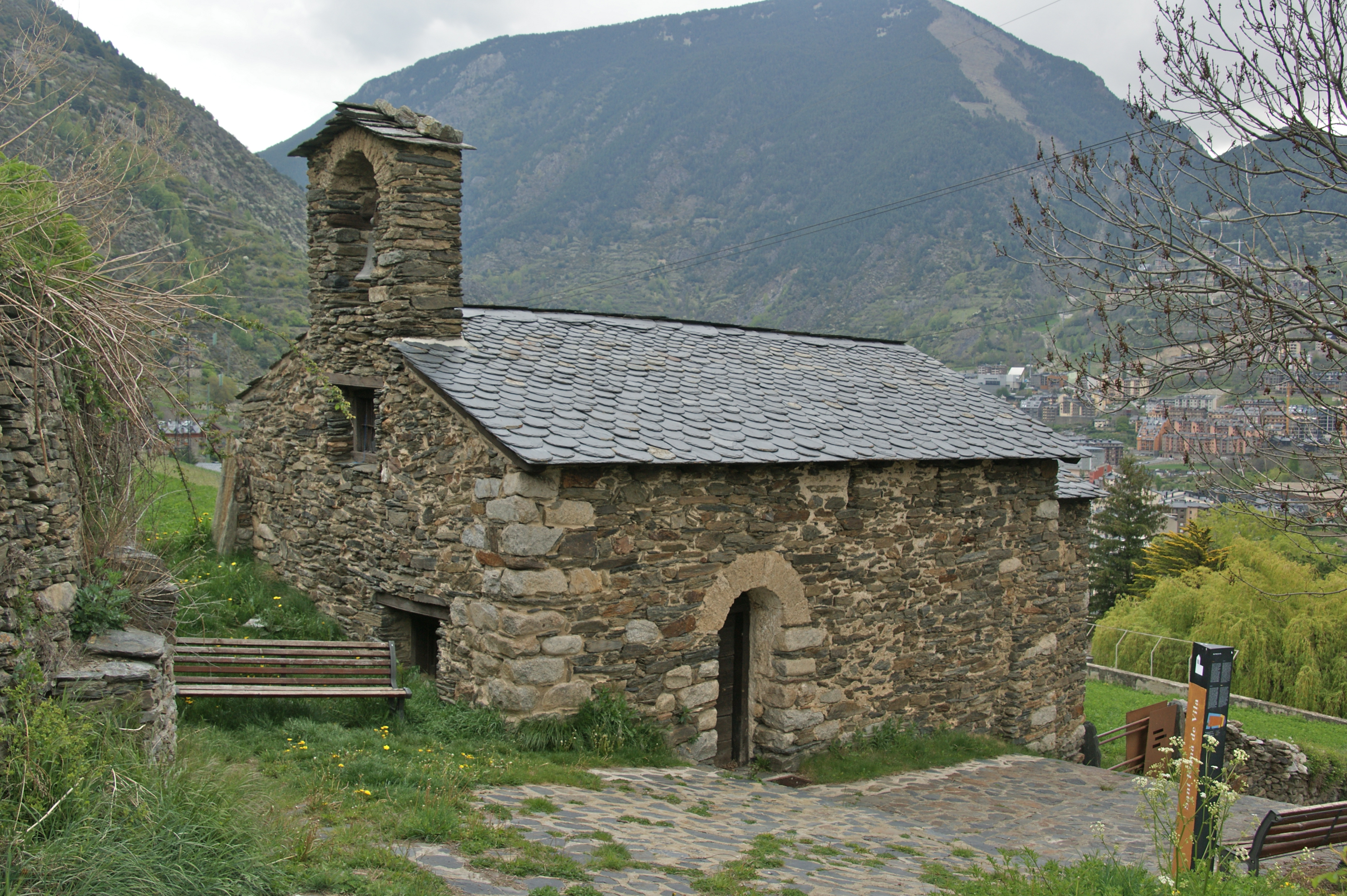
Sant Romà de Vila in de parochie Encamp